# Liste der Mitglieder des US-Repräsentantenhauses aus Delaware

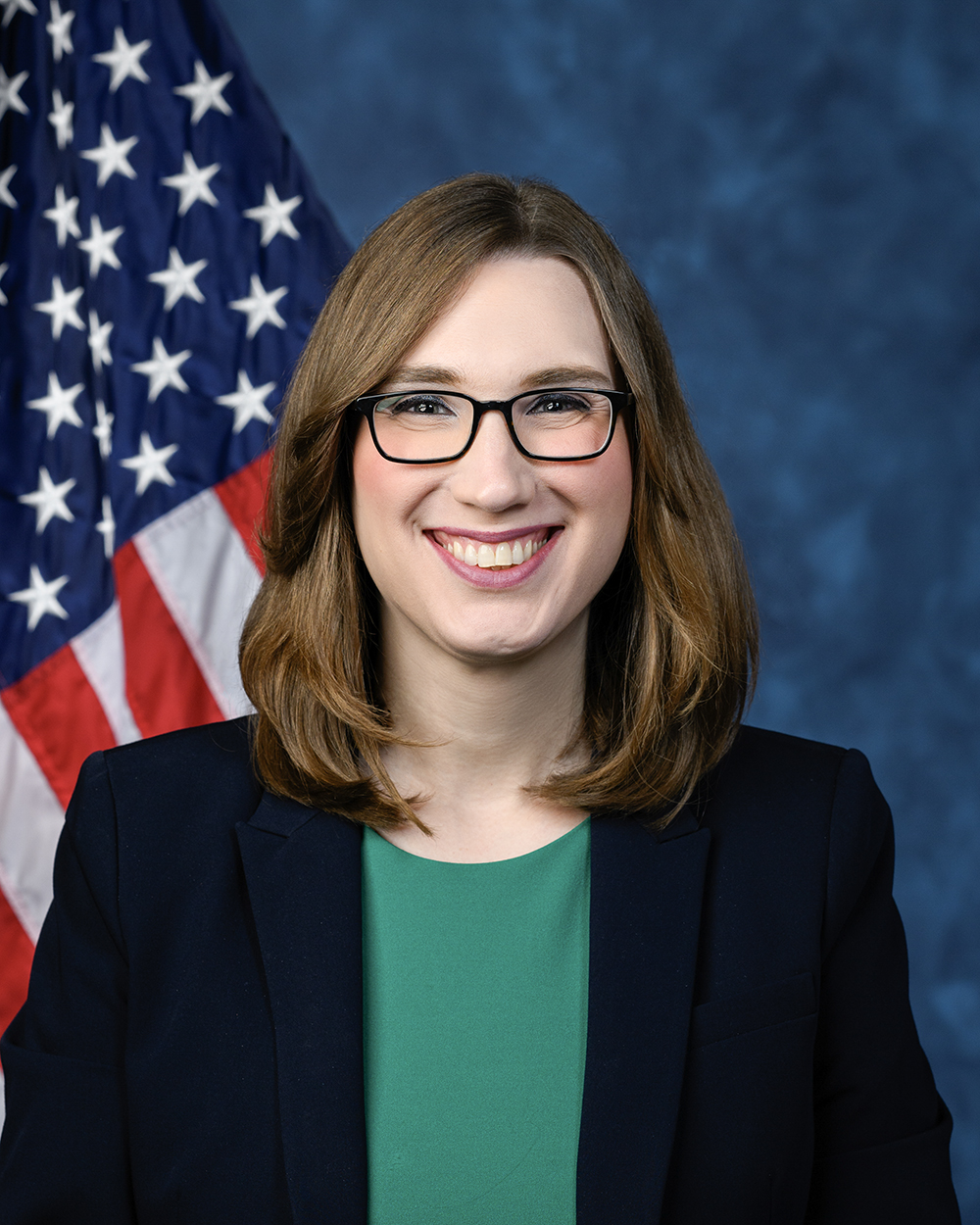
Sarah McBride, die derzeitige Kongressabgeordnete aus Delaware

Diese Liste führt alle Politiker auf, die seit 1789 für Delaware dem Repräsentantenhaus der Vereinigten Staaten angehört haben. Bis auf eine kurze Phase zwischen 1813 und 1823, in der ein zweiter Sitz zur Wahl stand, entsandte Delaware als einer der kleineren US-Bundesstaaten jeweils nur einen Abgeordneten nach Washington. Ermittelt wurden beide Wahlsieger auch in dieser Zeit jeweils „at-large“, also in einer staatsweiten Wahl ohne Wahlbezirke.

## 1. Sitz (At-large, seit 1789)
| Name                       | Amtszeit                           | Partei                    |
| -------------------------- | ---------------------------------- | ------------------------- |
| John Middleton Vining      | 4. März 1789 – 3. März 1793        | Föderalist                |
| John Patten                | 4. März 1793 – 14. Februar 1794    | Democratic Republican     |
| Henry Latimer              | 14. Februar 1794 – 7. Februar 1795 | Föderalist                |
| vakant                     | 7. Februar 1795 – 3. März 1795     |                           |
| John Patten                | 4. März 1795 – 3. März 1797        | Democratic Republican     |
| James Asheton Bayard       | 4. März 1797 – 3. März 1803        | Föderalist                |
| Caesar Augustus Rodney     | 4. März 1803 – 3. März 1805        | Democratic Republican     |
| vakant                     | 4. März 1805 – 2. Dezember 1805    |                           |
| James Madison Broom        | 2. Dezember 1805 – 6. Oktober 1807 | Föderalist                |
| Nicholas Van Dyke          | 6. Oktober 1807 – 3. März 1811     | Föderalist                |
| Henry Moore Ridgely        | 4. März 1811 – 3. März 1815        | Föderalist                |
| Thomas Clayton             | 4. März 1815 – 3. März 1817        | Föderalist                |
| Louis McLane               | 4. März 1817 – 3. März 1827        | Föderalist                |
| vakant                     | 4. März 1827 – 2. Oktober 1827     |                           |
| Kensey Johns               | 2. Oktober 1827 – 3. März 1831     | National Republican Party |
| John Jones Milligan        | 4. März 1831 – 3. März 1839        | Whig                      |
| Thomas Robinson            | 4. März 1839 – 3. März 1841        | Demokrat                  |
| George Brydges Rodney      | 4. März 1841 – 3. März 1845        | Whig                      |
| John Wallace Houston       | 4. März 1845 – 3. März 1851        | Whig                      |
| George Read Riddle         | 4. März 1851 – 3. März 1855        | Demokrat                  |
| Elisha Dickerson Cullen    | 4. März 1855 – 3. März 1857        | American Party            |
| William Gustavus Whiteley  | 4. März 1857 – 3. März 1861        | Demokrat                  |
| George Purnell Fisher      | 4. März 1861 – 3. März 1863        | Republikaner              |
| William Temple             | 4. März 1863 – 28. Mai 1863        | Republikaner              |
| vakant                     | 28. Mai 1863 – 7. Dezember 1863    |                           |
| Nathaniel Barratt Smithers | 7. Dezember 1863 – 3. März 1865    | Republikaner              |
| John Anthony Nicholson     | 4. März 1865 – 3. März 1869        | Demokrat                  |
| Benjamin Thomas Biggs      | 4. März 1869 – 3. März 1873        | Demokrat                  |
| James Rush Lofland         | 4. März 1873 – 3. März 1875        | Republikaner              |
| James Williams             | 4. März 1875 – 3. März 1879        | Demokrat                  |
| Edward Livingston Martin   | 4. März 1879 – 3. März 1883        | Demokrat                  |
| Charles Brown Lore         | 4. März 1883 – 3. März 1887        | Demokrat                  |
| John Brown Penington       | 4. März 1887 – 3. März 1891        | Demokrat                  |
| John William Causey        | 4. März 1891 – 3. März 1895        | Demokrat                  |
| Jonathan Spencer Willis    | 4. März 1895 – 3. März 1897        | Republikaner              |
| Levin Irving Handy         | 4. März 1897 – 3. März 1899        | Demokrat                  |
| John Henry Hoffecker       | 4. März 1899 – 16. Juni 1900       | Republikaner              |
| vakant                     | 16. Juni 1900 – 6. November 1900   |                           |
| Walter Oakley Hoffecker    | 6. November 1900 – 3. März 1901    | Republikaner              |
| Lewis Heisler Ball         | 4. März 1901 – 3. März 1903        | Republikaner              |
| Henry Aydelotte Houston    | 4. März 1903 – 3. März 1905        | Demokrat                  |
| Hiram Rodney Burton        | 4. März 1905 – 3. März 1909        | Republikaner              |
| William Henry Heald        | 4. März 1909 – 3. März 1913        | Republikaner              |
| Franklin Brockson          | 4. März 1913 – 3. März 1915        | Demokrat                  |
| Thomas Woodnutt Miller     | 4. März 1915 – 3. März 1917        | Republikaner              |
| Albert Fawcett Polk        | 4. März 1917 – 3. März 1919        | Demokrat                  |
| Caleb Rodney Layton        | 4. März 1919 – 3. März 1923        | Republikaner              |
| William Henry Boyce        | 4. März 1923 – 3. März 1925        | Demokrat                  |
| Robert Griffith Houston    | 4. März 1925 – 3. März 1933        | Republikaner              |
| Wilbur Louis Adams         | 4. März 1933 – 3. Januar 1935      | Demokrat                  |
| John George Stewart        | 3. Januar 1935 – 3. Januar 1937    | Republikaner              |
| William Franklin Allen     | 3. Januar 1937 – 3. Januar 1939    | Demokrat                  |
| George Short Williams      | 3. Januar 1939 – 3. Januar 1941    | Republikaner              |
| Philip Andrew Traynor      | 3. Januar 1941 – 3. Januar 1943    | Demokrat                  |
| Earle Dukes Willey         | 3. Januar 1943 – 3. Januar 1945    | Republikaner              |
| Philip Andrew Traynor      | 3. Januar 1945 – 3. Januar 1947    | Demokrat                  |
| James Caleb Boggs          | 3. Januar 1947 – 3. Januar 1953    | Republikaner              |
| Herbert Birchby Warburton  | 3. Januar 1953 – 3. Januar 1955    | Republikaner              |
| Harris Brown McDowell      | 3. Januar 1955 – 3. Januar 1957    | Demokrat                  |
| Harry Garner Haskell       | 3. Januar 1957 – 3. Januar 1959    | Republikaner              |
| Harris Brown McDowell      | 3. Januar 1959 – 3. Januar 1967    | Demokrat                  |
| William Victor Roth        | 3. Januar 1967 – 31. Dezember 1970 | Republikaner              |
| vakant                     | 31. Dezember 1970 – 3. Januar 1971 |                           |
| Pierre Samuel du Pont      | 3. Januar 1971 – 3. Januar 1977    | Republikaner              |
| Thomas Beverley Evans      | 3. Januar 1977 – 3. Januar 1983    | Republikaner              |
| Thomas Richard Carper      | 3. Januar 1983 – 3. Januar 1993    | Demokrat                  |
| Michael Newbold Castle     | 3. Januar 1993 – 3. Januar 2011    | Republikaner              |
| John Charles Carney, Jr.   | 3. Januar 2011 – 3. Januar 2017    | Demokrat                  |
| Lisa Blunt Rochester       | 3. Januar 2017 – 3. Januar 2025    | Demokrat                  |
| Sarah McBride              | seit 3. Januar 2025                | Demokrat                  |

## 2. Sitz (At-large, 1813–1823)
| Name                   | Amtszeit                       | Partei                |
| ---------------------- | ------------------------------ | --------------------- |
| Thomas Cooper          | 4. März 1813 – 3. März 1817    | Föderalist            |
| Willard Hall           | 4. März 1817 – 22. Januar 1821 | Democratic Republican |
| vakant                 | 22. Januar 1821 – 3. März 1821 |                       |
| Caesar Augustus Rodney | 4. März 1821 – 24. Januar 1822 | Föderalist            |
| vakant                 | 24. Januar 1822 – 3. März 1821 |                       |
| Daniel Rodney          | 1. Oktober 1822 – 3. März 1823 | Föderalist            |